# Ateliers de Construction Mécanique l’Aster
A Ateliers de Construction Mecanique l'Aster, ou L'Aster, ou simplesmente Aster,  foi uma  construtora de automóveis francesa e fornecedora líder de motores para outros fabricantes do final da década de 1890 até cerca de 1910/12.
Apesar de ficar conhecida como uma produtora em massa de motores, a companhia também produziu chassis para carruagens e vários outros componentes.
Os automóveis e motores da Aster, foram produzidos sob licença na Itália pela Aster Società Italiana Motori, e na Inglaterra pela Aster Engineering.

## Galeria
- Um triciclo motorizado Aster de 1899.
- Um Aster de 1902.
- Um Aster Tonneau de 20HP de 1904.
- Anúncio da Aster de um motor aeronáutico de 50 hp de 1909.

## Ligações Externas
- Imagem - O motor de motocicleta Orient-Aster de 1898 (em inglês)
- Imagem - Motocicleta Orient Aster (em inglês)
- Imagem - Um 1904 Aster Tonneau de 16/20hp quatro cilindros. registro no. AK 268 Chassis no. 9589 Motor no. Type 43JS 9589. (em inglês)